# Pararhagadochir christae
Pararhagadochir christae är en insektsart som beskrevs av Ross 1972. Pararhagadochir christae ingår i släktet Pararhagadochir och familjen Archembiidae. Inga underarter finns listade i Catalogue of Life.